# Бассет, Томас (юстициарий)
То́мас Ба́ссет I (англ. Thomas Basset; ум. ок. 1182) — английский землевладелец, возможно, сын Жильбера (Гилберта) Бассета. С 1163 года находился на королевской службе, занимаясь административной и судебной работой. Шериф Оксфордшира в 1163—1164 годах, барон казначейства в 1169—1181 годах, юстициарий Южной и Западной Англии в 1175 и 1179—1181 годах. Держал от короля 7 рыцарских фьефов, включая манор Уоллингфорд в Мидлсексе, а также земли в Беркшире, Бакингемшире и Оксфордшире.

## Происхождение
Томас происходил из англонормандского рода Бассетов, представители которого в XII—XIII веках верно служили королям Англии, занимаясь судебной и административной работой. Бассеты переселились в Англию после Нормандского завоевания: несколько представителей рода упоминаются в Книге Страшного суда в 1086 году, однако родственные связи между ними неизвестны. Род возвысился во время правления Генриха I Боклерка, когда двое представителя рода, Ральф и его сын Ричард были королевскими юстициариями. Ордерик Виталий, описывая кампанию, которую проводил Жоффруа V Плантагенет в 1136 году в Нормандии, указывает, что герцог напал на «замок Мостероло», добавляя, что он принадлежал Ральфу Бассету. Этот замок идентифицируется с Монтрёй-о-Ульм в Нормандии недалеко от Донфрона в современном французском департаменте Орн. Недалеко от него располагалось аббатство Святого Эвруля, в котором был монахом Ордерик и которому покровительствовал Ральф Бассет. Возможно, что он был или одним лицом, или сыном Ральфа Бассета, который, согласно «Книге Страшного суда», держал от Роберта I д’Уийли маноры Марсворт в Бекингемшире и Тискот в Хартфордшире. Бассет мог быть связан с Робертом д’Уийли и в Нормандии, поскольку тот, возможно, прибыл в Англию из Уийли-ле-Бассета.
В прижизненных источниках не упоминается, кто был отцом Томаса. По предположению Уильяма Риди, который занимался исследованием хартий, подписанных представителями рода Бассетов, его отцом мог быть упоминаемый в 1109 году Жильбер (Гилберт) Бассет, который, в свою очередь, мог быть братом юстициария Ральфа Бассета.

## Биография
Точный год рождения Томаса неизвестен. Его отец умер не позже 1154 года. Как и многие другие представители рода Бассетов, Томас оказался на королевской службе. Он начал служить королю Генриху II Плантагенету в 1163 году. Первым достоверно известным назначением Томаса в королевской администрации была должность шерифа Оксфордшира, которую он занимал в 1163—1164 годах. С 1169 до примерно 1181 года он был одним из баронов казначейства; в 1175 и 1179 годах он в качестве юстициария проводил выездные сессии суда в Южной и Западной Англии. В декабре 1180 года он присутствовал в Линкольне, где новый главный юстициарий Англии, Ранульф де Гленвиль, разделил королевство на 4 судебных округа между королевскими юстициариями. В течение 1174—1179 годов Бассет засвидетельствовал 14 королевских хартий. Около 1181 года он сопровождал Генриха II в Нормандию, где в Барфлёре засвидетельствовал королевскую хартию. Это было последнее упоминание Томаса, вскоре после этого он умер, вероятно, около 1182 года.
В 1166 году Бассет держал от короля 7 рыцарских фьефов, включая манор Уоллингфорд в Мидлсексе, а также земли в Беркшире, Бакингемшире и Оксфордшире. Они находились в его владении ещё в 1172 году, когда король наградил его, не став взимать с его земель щитовые деньги. Основным его имением был Хедингтон в Оксфордшире.
Бассет был женат на Аделизе де Данстанвиль, в этом браке родилось трое сыновей и дочь, Изабелла, которая была выдана замуж за Альберта III де Грельи, барона Манчестера. Когда тот умер в конце сентября 1180 года, Томас по королевскому приказу взял под опеку его малолетнего наследника, Роберта де Грельи, а также его владения, которыми управлял до своей смерти. Позже Изабелла вышла замуж вторично — за Ги де Краона. Сыновья Томаса, как и их отец, находились на королевской службе. Его вдова надолго пережила мужа, она умерла около 1210 года.

## Брак и дети
Жена: Аделиза де Данстанвиль (ум. около 1210), дочь Алана де Данстанвиля. Дети:
- Гилберт Бассет I (ум. около 205), владелец Уоллингфорда с 1182[8][11].
- Томас Бассет II (ум. 1220), феодальный барон Хедингтона в Оксфордшире[8][11].
- Алан Бассет из Уикомба (ум. 1231), феодальный барон Уикомба[8][11].
- Изабелла Бассет; 1-й муж: Альберт III де Гресли (ум. 1180), феодальный барон Манчестера; 2-й муж: Ги де Краон[8][11].